# Municipio de Douglas (condado de Montgomery)
El municipio de Douglas (en inglés: Douglas Township) es un municipio ubicado en el condado de Montgomery en el estado estadounidense de Iowa. En el año 2010 tenía una población de 233 habitantes y una densidad poblacional de 2,54 personas por km².

## Geografía
El municipio de Douglas se encuentra ubicado en las coordenadas 41°6′31″N 94°58′31″O / 41.10861, -94.97528. Según la Oficina del Censo de los Estados Unidos, el municipio tiene una superficie total de 91.76 km², de la cual 91,67 km² corresponden a tierra firme y (0,09 %) 0,08 km² es agua.

## Demografía
Según el censo de 2010, había 233 personas residiendo en el municipio de Douglas. La densidad de población era de 2,54 hab./km². De los 233 habitantes, el municipio de Douglas estaba compuesto por el 99,57 % blancos, el 0,43 % eran de otras razas. Del total de la población el 0,86 % eran hispanos o latinos de cualquier raza.